# Saccostomus
Saccostomus é um género de roedor da família Nesomyidae.

## Espécies
- Saccostomus campestris Peters, 1846
- Saccostomus mearnsi Heller, 1910